# 栂海新道

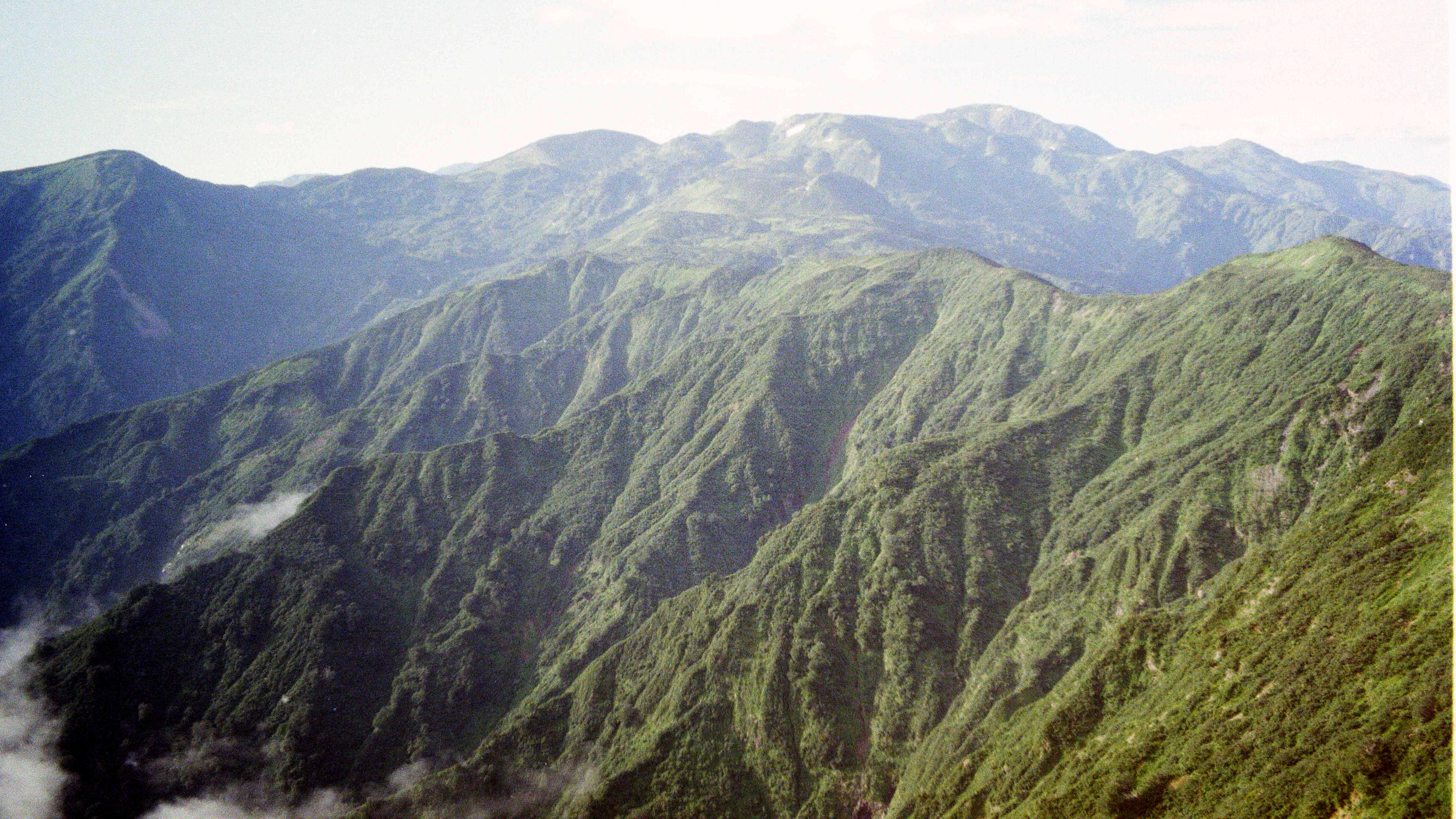
犬ヶ岳から南に栂海新道を望む。後方は黒負山・五輪山・長栂山・朝日岳などの山稜。後方右の最も高く見える峰が朝日岳。

栂海新道（つがみしんどう）は、新潟県糸魚川市親不知付近から新潟県-富山県境に沿って稜線をたどり、朝日岳に至る登山道。上部にはコメツガの林が続くため、栂の林と海（日本海）を結ぶ道とのとの意味で、本道を拓いた小野健により名付けられた。

## 概要
北アルプス最北部に位置する登山道。海岸付近から登り始めると全長約27kmの標高差が2,000mを超える。所要時間の目安は登りで約18時間、下りでも約15時間という健脚向けの登山道。北アルプスはキャンプ指定地外でのテント設営は禁止、また、避難用山小屋は性格上、緊急時以外は当てにすべき施設ではないことから、踏破する場合はルート上にある栂海山荘（営業小屋ではない）への宿泊が必須となる。
道はひたすら尾根を忠実にたどって拓かれており（尾根は雪崩や土砂崩れ等で崩壊する危険が少ないため）、頂上をさける巻き道や斜面を蛇行する道はほとんどない。そのため登山口から朝日岳までの標高差は2400 m 程度だが、途中の上り下りを加えたコース全体の累積標高差は4000 m 近くなる。

### 登山口
海岸線側から踏破する場合は、国道8号天険トンネル東口付近が登山口になるが、途中、北陸街道旧道の坂田峠（611m）から登り始めることもできる。坂田峠へのアクセスは、富山県側のタクシー会社に予約をすれば時間制運賃で対応可能となっている。

### 付近の山小屋
- 栂海山荘（栂海新道上）
- 白鳥避難小屋（栂海新道上）
- 蓮華温泉（朝日岳の東方）
- 朝日小屋（朝日岳の西方）

### 通過する山
- 黒岩山
- 白鳥山 (新潟県・富山県)
- 犬ヶ岳 (新潟県・富山県)

## 歴史
電気化学工業（現・デンカ）の技術者で、青海（青海町、現・糸魚川市）の工場に赴任した小野健が、山々を眺めるうち登山道づくりを志した。部下を誘って「さわがに山岳会」を立ち上げ、町内にかかる犬ヶ岳までという触れ込みで1968年から道づくりを始めた。朝日岳が最終目標であると明かしたのは、犬ヶ岳山頂に達した時だった。手作業で藪を切り開く重労働に加え、富山県側の営林署から国有林盗伐の疑いで摘発されたり、9種の許認可を得るため奔走したりと苦労しながら、1971年夏に全線が開通した。その後、登山者の分散を危惧する富山県朝日町議会が2度にわたり廃道を決議したこともあった。現在は3つの山岳団体が道の補修や草刈りを分担している。

## ギャラリー

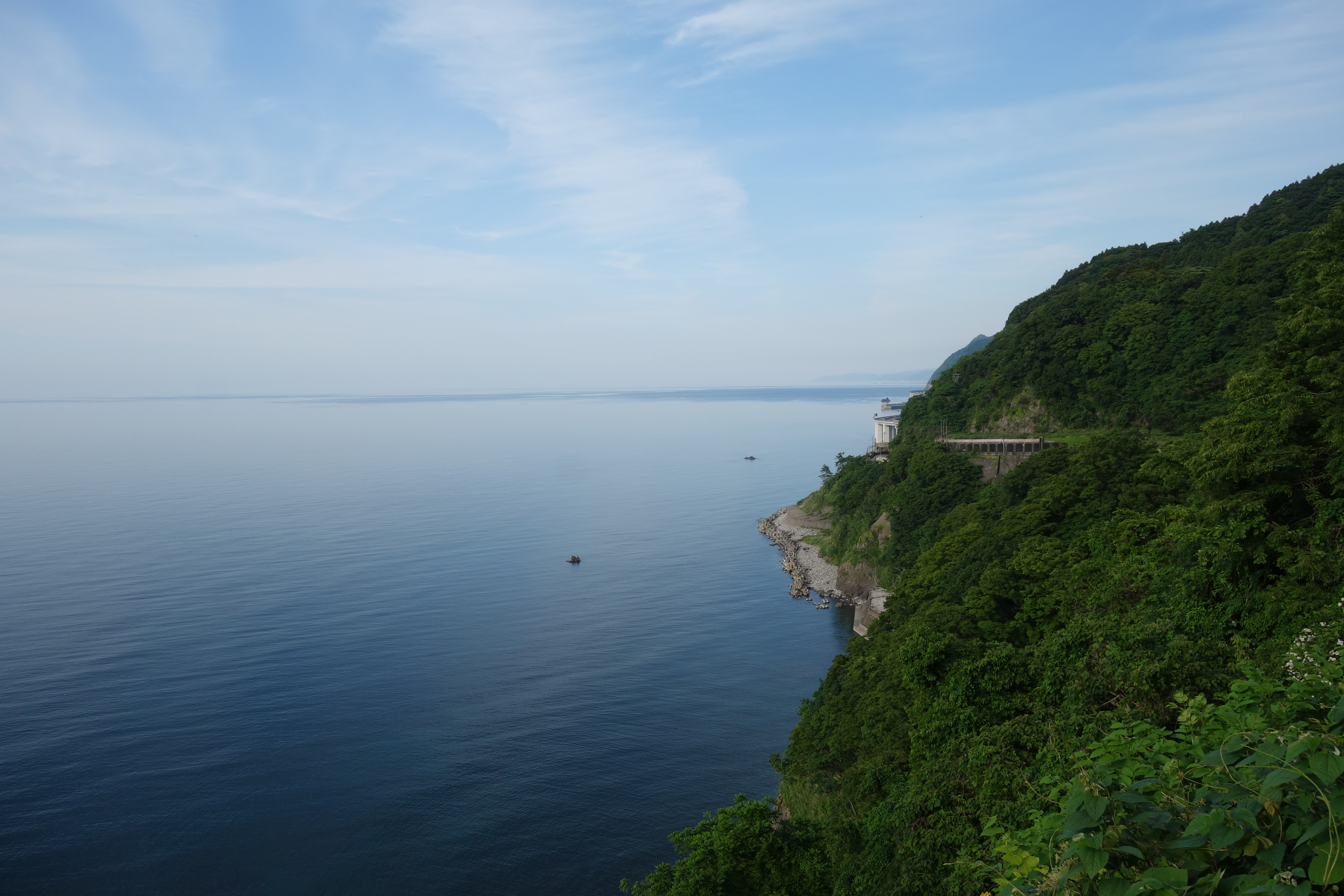
栂海新道の始点・親不知
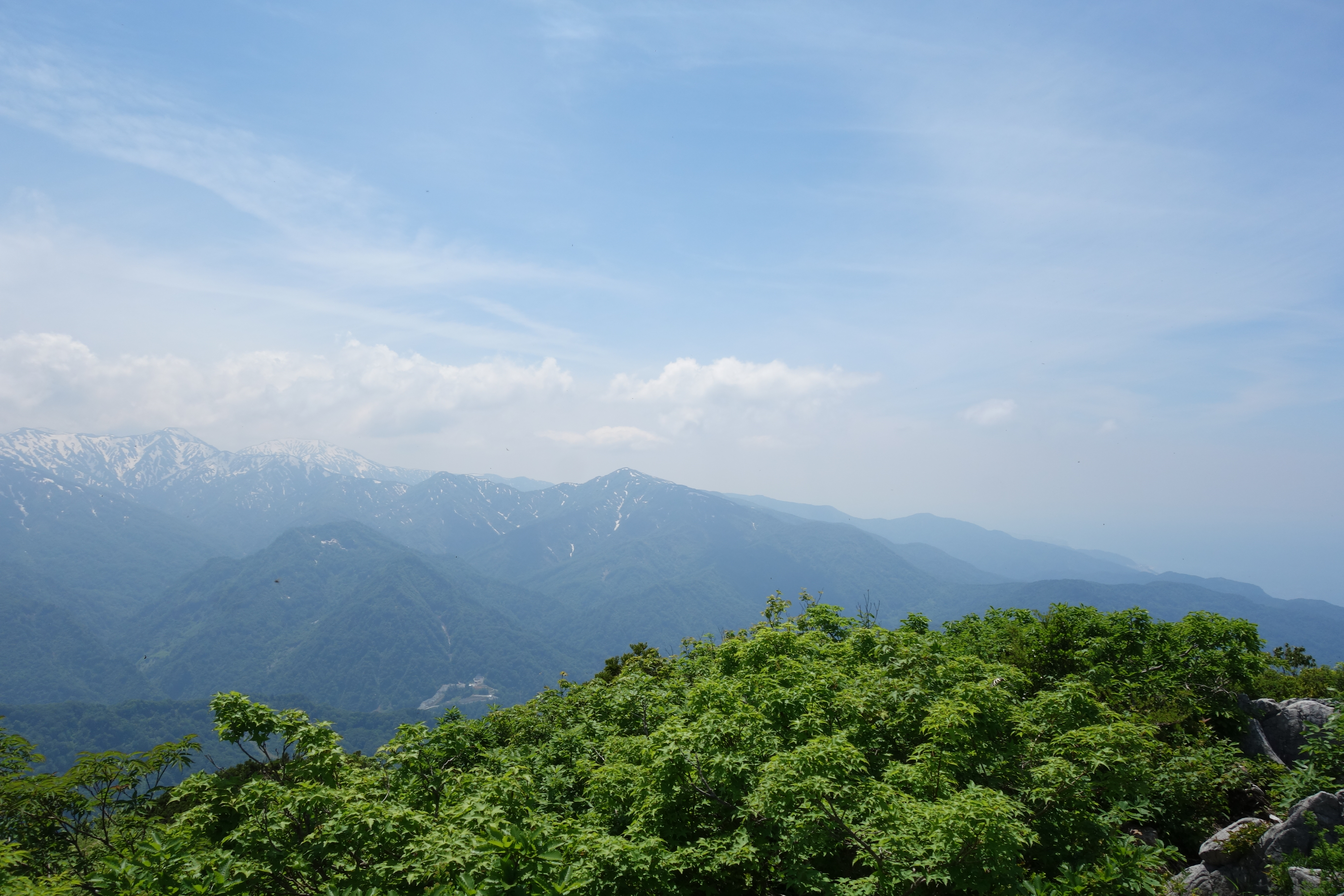
犬ヶ岳(左)から親不知(右)の道程(青海黒姫山にて)